# Saeed Malekpour
Saeed Malekpour（1975年5月—）是位伊朗网页开发者。2005年起他在加拿大工作并成为了加拿大永久居民。他开发了一种图片上传软件，该软件被一个色情网站使用。2008年Malekpour回国探望自己病重的父亲时被伊朗政府扣押，并因为煽动反政府等原因被判处死刑。这个判决被加拿大政府和国际特赦组织等谴责。在加拿大政府的抗议下，Saeed Malekpour被暂停死刑，但仍然在伊朗关押。目前有一个众筹项目致力于尝试使他恢复自由。